# 2,6-Diklóranilin
A 2,6-diklóranilin szerves vegyület, a C6H3Cl2NH2 képletű hat diklóranilin izomer egyike. Színtelen vagy fehér színű, szilárd anyag. Származékai többek között a klonidin és a diklofenák nevű gyógyszerek.

## Előállítása
2,6-Diklórnitrobenzol hidrogénezésével állítják elő.
Laboratóriumban szulfanil-amid halogénezésével, majd a kapott termék deszulfonálásával is előállítható.

## Fordítás
Ez a szócikk részben vagy egészben  a(z)   2,6-Dichloroaniline című angol Wikipédia-szócikk ezen változatának fordításán alapul.  Az eredeti cikk szerkesztőit annak laptörténete sorolja fel. Ez a jelzés csupán a megfogalmazás eredetét és a szerzői jogokat jelzi, nem szolgál a cikkben szereplő információk forrásmegjelöléseként.